# Ferrari World China
Ferrari World China est un projet de parc de loisirs sur le thème de la marque italienne Ferrari.
En mars 2016, le constructeur automobile Ferrari annonce un accord avec le groupe chinois Beijing Automotive et BAIC Eternaland Property Co pour l'octroi de licences pour la conception, la construction et l'exploitation d'un parc à thème Ferrari, situé à Hangzhou, en Chine,,. 
L'emplacement actuel du parc n'a pas été annoncé, ni le coût ni le calendrier pour le développement.